# Candy Dulfer

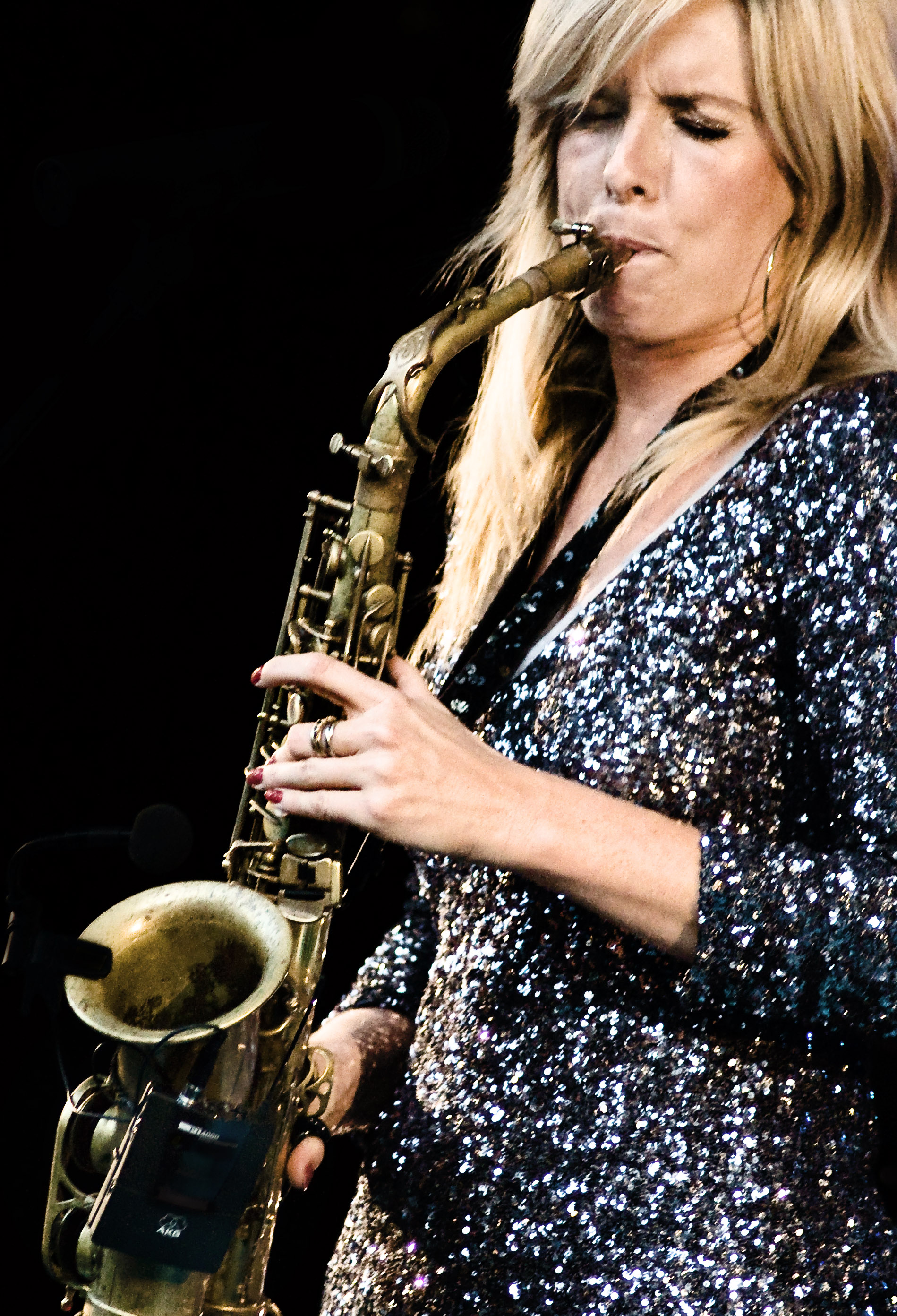
Candy Dulfer

Candy Dulfer (Amsterdam, 19 de setembre de 1969) és una saxofonista de smooth jazz nascuda a Holanda.

## Biografia
Va començar a tocar el saxofon quan tenia sis anys i als catorze ja tenia la seva pròpia banda, Funky Stuff. El seu hit "Lily was here" (amb la col·laboració de Dave Stewart) va ser gravada en 1989 i va estar en el cim de les llistes de tot Europa. El seu primer disc Saxuality (1990) va rebre una nominació al Premi Grammy.
Durant la seva carrera musical, va llançar nou discos d'estudi, dos discos de directes i un recopilatori i ha treballat i gravat amb altres músics tals com el seu pare Hans Dulfer, Prince, Dave Stewart (Eurythmics), Van Morrison, René Froger, Maceo Parker, Sheila I., Mavis Staples, Lionel Richie, Beyoncé, Pink Floyd, Chaka Khan, David Sanborn, Larry Graham, Marcus Miller, Aretha Franklin, Jimmy Cliff, George Duke, Blondie, Jools Holland, Jamie Cullum, Angie Stone, Tower of Power, The Time, Alan Parsons, Fred Wesley, Pee Wee Ellis, Joey DiFrancesco, Jonathan Butler, entre d'altres.
Al programa televisiu Candy meets, entrevistava als músics amb els quals havia treballat.
És intèrpret des dels set anys, capdavanter d'un grup (Funky Stuff) des dels catorze i assídua als estudis des dels 21. La seva música interessarà als amants de l'smooth jazz i el jazz-pop, encara que la seva evolució li ha permès apropar-se a més estils, com el R&B, el funk, l'hip-hop o la música llatina. Ha gravat i actuat amb artistes com Prince, Dave Stewart (Eurythmics), Van Morrison, Maceo Parker, Beyoncé, Pink Floyd, Chaka Khan, David Sanborn, Larry Graham, Aretha Franklin, Jimmy Cliff, George Duke, Blondie, Jools Holland, Jammie Cullum, Angie Stone, Tower of Power, The Time, Alan Parsons, Fred Wesley, Pee Wee Ellis, Joey DiFrancesco i Jonathan Butler, entre molts altres.
En 1989 va col·laborar amb Dave Stewart en Lily was here, un èxit a Europa, però la notorietat li va arribar amb la seva participació en el video de Partyman, de Prince, inclòs en la banda sonora de Batman.
El seu debut de va produir en 1990, amb Saxuality (per al segell Aresta), del que va vendre més d'un milió de còpies i li va valer una nominació als Grammy. Candy Dulfer llança la seva segona producció de nom, Saix-a-go-go i com era d'esperar-se, va tenir acceptació total, fins i tot per sobre de la seva producció debut. En aquest segon àlbum, està inclòs el reeixit tema homònim.
En 1996 arriba la seva tercer producció, Big Girl i For the love of you, un any després (sent aquesta la seva 4a. producció) Aquest últim és un dels seus més exitosos discos i va romandre fins a catorze setmanes en els charts. En 1999 va editar What does it take? i va col·laborar, al costat de Dave Stewart, en la banda sonora de Cookie’s fortune, el film de Robert Altman. Live in Amsterdam va arribar a les tendes en el 2001, però mentre va estar de gira amb Prince en dues ocasions, d'aquí la seva aparició en el box set One nite alone… live!, del 2002, i en el disc Xpectation (distribuït únicament a través d'Internet).
Aquest mateix any també va recórrer els escenaris europeus amb Dave Stewart i Jommy Cliff, com a part del projecte Dona Univerzal Playaz.
Del 2003 és l'àlbum Right my soul (Eagle), del que es va extreure el single Finsbury Park, Cafè 67, un èxit que va arribar a ser número u en els charts R&B. Un any després va actuar en la gala dels Grammy amb Beyoncé i Prince, i va formar part de la massiva gira d'aquest últim, Musicology Tour, participant també en el disc Musicology. Live at Montreux, un CD i DVD, va ser editat en el 2005 per Eagle, i l'àlbum d'estudi Candy store va arribar a les tendes al juliol del 2007.
En 2008 va ser guardonada amb l'Arpa d'Or per les seves destacades contribucions a la música als Països Baixos. A causa de la demanda popular que va recórrer una vegada més els EUA i el Japó, i també es realitza en tot Europa i va visitar Sud-àfrica per primera vegada a un espectacle en el famós Festival de Jazz de Ciutat del Cap.
'Funked Up & Chilled Out "va ser llançat mundialment en 2009. Per promocionar-ho, va viatjar per tot el món, juntament amb la seva banda, per una sèrie de concerts a sala plena. Per primera vegada en la seva carrera va actuar a Moscou.
Després de realitzar una sèrie d'espectacles a principis de 2010 amb Maceo Parker en el club Blue Note de Tòquio, Japó, va tornar als escenaris de clubs holandesos al març i abril de 2010 per a una gira amb la seva banda.
Va acabar 2010 amb una gira de cinc setmanes en els EUA com a convidat especial del seu col·lega saxofonista Dave Koz per la seva reconeguda Smooth Jazz Christmas Tour, i es va iniciar el 2011 amb espectacles durant el Creuer de Jazz en el Carib. Després del llançament mundial de 'Crazy' el seu nou àlbum, Candy va seguir en gira per Estats Units al costat de la seva banda.
A principis de 2012 va ser amfitriona d'esdeveniments especials en el Creuer de Jazz al costat de llegendes del jazz com David Sanborn i Marcus Miller. A més de continuar amb els plans de visitar, Japó, Rússia i tot Europa.

## Discografia
- Saxuality (1990)
- Saix-a-Go-Go (1993)
- Big Girl (1995)
- For the Love of You (1997)
- The Best of Candy Dulfer (1998)
- Girls Night Out (1999)
- Dulfer Dulfer (2002)
- Right in My Soul (2003)
- Candy Store (2007)
- Funked Up & Chilled Out (2009)